# Spielverordnung
Die Spielverordnung regelt die gewerbliche Veranstaltung von Spielen mit Gewinnmöglichkeit. Konkret geregelt werden
- die Aufstellung von Spielautomaten (§ 1 ff. SpielV), u. a. wo (§ 1 SpielV) und wie viele (§ 3 SpielV) Spielautomaten aufgestellt werden dürfen,
- die Veranstaltung anderer Spiele (§ 5 f. SpielV),
- die Verpflichtungen zur Ausübung des Gewerbes der Aufstellung von Spielgeräten und der Veranstaltung anderer Spiele (§ 7 ff. SpielV),
- die Anforderungen für die Erteilung einer Bauartzulassung für einen Spielautomaten durch die Physikalisch-Technische Bundesanstalt im Benehmen mit dem Bundeskriminalamt (§ 11 ff. SpielV) sowie
- die Erteilung für Unbedenklichkeitsbescheinigungen für gewerbsmäßig betriebene Ausspielungen (§ 18 SpielV).

Die Ermächtigungsgrundlage für den Erlass der Spielverordnung durch das Bundesministerium für Wirtschaft und Technologie ist § 33f Abs. 1 Gewerbeordnung.